# Mesembryanthemum
Mesembryanthemum es un género de plantas herbáceas con unas 1100 especies descritas de la familia Aizoaceae, subfamilia Mesembryanthemoideae nativas del sur de África. Solo 105 de estas especies son aceptadas, pues unas cuantas han sido trasladadas a otros géneros como Carpobrotus y Delosperma, y la mayoría de las otras son especies taxonómicamente discutidas.

## Descripción
Son plantas anuales o bienales, raramente perennes, crasas, frecuentemente postradas, cubiertas de papilas muy aparentes en todas las partes verdes. Hojas general-mente opuestas, a veces alternas en los ramos floríferos, planas o de sección semicircular, sin estípulas. Flores solitarias o en cimas paucifloras, axilares u opuestas a las hojas, sésiles o cortamente pediceladas. Tépalos (4)5 -frecuente-mente 2-3 foliáceos-, formando un tubo corto. Estaminodios petaloideos, en varios verticilos, concrescentes en la base. Estambres numerosos, insertos en el tubo estaminodial. Ovario semünfero, de (4)5 carpelos y placentación axilar; estigmas filiformes. Cápsula con (4)5 valvas; estas, con crestas y alas marginales, erectas, membranáceas. Semillas numerosas, pequeñas, globosas o comprimidas, a veces en forma de D, finamente tuberculadas, de color castaño.
Etimología
- Mesembryanthemum: nombre genérico que fue otorgado por Linneo, siguiendo a Dillenius, y supone que tal nombre indica que el embrión suele estar colocado en medio de la flor (del griego: mesós = "colocado en medio" y émbryon = "ser recién nacido" // bot. "germen"; y ánthemon = "flor"). Por el contrario, Breynius, creador de la palabra, escribe Mesembrianthemum y explica su etimología suponiendo que sus flores se abren al mediodía ( mesémbría = "el mediodía" y ánthemon = flor).[2]
- Nota: Estudios recientes, tanto morfológicos como citológicos, apuntan a que la subfamilia Mesembryanthemoideae sería prácticamente monogenérica, con un solo género que es precisamente Mesembryanthemum.[3]

## Especies aceptadas
- Mesembryanthemum aitonis Jacq.
- Mesembryanthemum albatum L.Bolus
- Mesembryanthemum alboroseum L.Bolus
- Mesembryanthemum amplectens L.Bolus
- Mesembryanthemum annuum L.Bolus
- Mesembryanthemum arenosum Schinz
- Mesembryanthemum barklyi N.E.Br.
- Mesembryanthemum blandum Haw.
- Mesembryanthemum breve L.Bolus
- Mesembryanthemum brevicarpum (L.Bolus) Klak
- Mesembryanthemum chrysum L.Bolus
- Mesembryanthemum clandestinum Haw.
- Mesembryanthemum corallinum Thunb.
- Mesembryanthemum cordifolium L.f.
- Mesembryanthemum crycocalyx L.Bolus
- Mesembryanthemum cryptanthum Hook.f.
- Mesembryanthemum crystallinum L.
- Mesembryanthemum dejagerae L.Bolus
- Mesembryanthemum digitatum Aiton
  - Mesembryanthemum digitatum subsp. littlewoodii (L.Bolus) Klak
- Mesembryanthemum elongatum Haw.
- Mesembryanthemum excavatum L.Bolus
- Mesembryanthemum forskahlii Hochst. ex Boiss.
- Mesembryanthemum gariusanum Dinter
- Mesembryanthemum gaussenii Leredde
- Mesembryanthemum geniculiflorum L.
- Mesembryanthemum glareicola (Klak) Klak
- Mesembryanthemum guerichianum Pax
- Mesembryanthemum haeckelianum A.Berger
- Mesembryanthemum horridum Koutnik & Lavis
- Mesembryanthemum hypertrophicum Dinter
- Mesembryanthemum inachabense Engl.
- Mesembryanthemum inornatum L.Bolus
- Mesembryanthemum karrooense L.Bolus
- Mesembryanthemum kuntzei Schinz
- Mesembryanthemum lancifolium (L.Bolus) Klak
- Mesembryanthemum latisepalum L.Bolus
- Mesembryanthemum liebendalense L.Bolus
- Mesembryanthemum linearifolium L.Bolus
- Mesembryanthemum longipapillosum Dinter
- Mesembryanthemum louiseae L.Bolus
- Mesembryanthemum macrophyllum L.Bolus
- Mesembryanthemum macrostigma L.Bolus
- Mesembryanthemum marlothii Pax
- Mesembryanthemum namibense Marloth
- Mesembryanthemum napierense Klak
- Mesembryanthemum neglectum (S.M.Pierce & Gerbaulet) Klak
- Mesembryanthemum neilsoniae L.Bolus
- Mesembryanthemum noctiflorum L.
  - Mesembryanthemum noctiflorum subsp. defoliatum (Haw.) Klak
  - Mesembryanthemum noctiflorum subsp. stramineum (Haw.) Klak
- Mesembryanthemum nodiflorum L.
- Mesembryanthemum nucifer (Ihlenf. & Bittrich) Klak
- Mesembryanthemum occidentale Klak
- Mesembryanthemum pachypus L.Bolus
- Mesembryanthemum parvipapillatum L.Bolus
- Mesembryanthemum paucandrum L.Bolus
- Mesembryanthemum paulum L.Bolus
- Mesembryanthemum pellitum Friedr.
- Mesembryanthemum perlatum Dinter
- Mesembryanthemum pseudoschlichtianum (S.M.Pierce & Gerbaulet) Klak
- Mesembryanthemum purpureo-roseum L.Bolus
- Mesembryanthemum quinangulatum L.Bolus
- Mesembryanthemum rapaceum Jacq.
- Mesembryanthemum rhodanthum L.Bolus
- Mesembryanthemum rubroroseum L.Bolus
- Mesembryanthemum sarcocalycanthum Dinter & Berger
- Mesembryanthemum schenckii Schinz
- Mesembryanthemum sedentiflorum L.Bolus
- Mesembryanthemum serotinum (L.Bolus) Klak
- Mesembryanthemum springbokense Klak
- Mesembryanthemum squamulosum L.Bolus
- Mesembryanthemum stenandrum L.Bolus
- Mesembryanthemum subrigidum L.Bolus
- Mesembryanthemum subtereticaule L.Bolus
- Mesembryanthemum theurkauffii (Maire) Maire
- Mesembryanthemum tomentosum Klak
- Mesembryanthemum vaginatum Lam.
- Mesembryanthemum violense L.Bolus[1]

## Sinonimia
- Callistigma, Cryophytum, Derenbergiella, Eurystigma, Gasoul, Halenbergia, Hydrodea, Pentacoilanthus, Pteropentacoilanthus, Schicki.